# Municipio de Ponca (Arkansas)
El municipio de Ponca (en inglés: Ponca Township) es un municipio ubicado en el condado de Newton en el estado estadounidense de Arkansas. En el año 2010 tenía una población de 158 habitantes y una densidad poblacional de 3,34 personas por km².

## Geografía
El municipio de Ponca se encuentra ubicado en las coordenadas 36°1′30″N 93°22′52″O / 36.02500, -93.38111. Según la Oficina del Censo de los Estados Unidos, el municipio tiene una superficie total de 47.28 km², de la cual 47,02 km² corresponden a tierra firme y (0,54 %) 0,25 km² es agua.

## Demografía
Según el censo de 2010, había 158 personas residiendo en el municipio de Ponca. La densidad de población era de 3,34 hab./km². De los 158 habitantes, el municipio de Ponca estaba compuesto por el 94,94 % blancos, el 0,63 % eran afroamericanos, el 0,63 % eran asiáticos y el 3,8 % eran de una mezcla de razas. Del total de la población el 0 % eran hispanos o latinos de cualquier raza.